# 阿野頼全
阿野 頼全（あの らいぜん/よりまさ、生年不詳 - 建仁3年7月16日（1203年8月24日））または源 頼全は、鎌倉時代の僧。
源頼朝の異母弟で、源義経の同母兄である阿野全成の三男。源義朝の孫。号は播磨公または播磨房。

## 略歴
建仁3年（1203年）6月23日、将軍源頼家への謀反の疑いで捕らえられていた父全成が誅殺される。翌24日、在京する頼全を誅殺せよとの命令を京の源仲章と佐々木定綱に下すために大江能範が上洛。同年7月16日、頼全は京都の東山延年寺で在京御家人によって誅殺された。

## 関連作品
テレビドラマ
- 草燃える（1979年、NHK大河ドラマ） - 演：川上伸之
- 鎌倉殿の13人（2022年、NHK大河ドラマ） - 演：小林櫂人